# J.J. Dillon
Pour les articles homonymes, voir James Morrison, Morrison et Dillon.
Jim Morrison (né le 26 juin 1942 à Trenton, New Jersey) plus connu sous le pseudonyme de J.J. Dillon est un catcheur et manager de catch américain. Il est principalement connu pour son travail en tant que manager auprès du clan des Four Horsemen.

## Carrière

### Carrière de catcheur
Morrison commence sa carrière de catcheur en 1964 dans l'Iowa sous le nom de Jim Dillon et perd ses premiers matchs le 23 février face à Art Thomas puis plus tard le même jour il participe à un match par équipe avec Baron von Strauss face à Thomas et Ronnie Etchison ; ces derniers sortant vainqueur de cette confrontation. Le 7 décembre 1968 au cours d'un spectacle organisé par la World Wide Wrestling Federation, il perd face à Killer Kowalski dans un match sans enjeu mais qui est le premier dans une des principales fédération,.